# 선소프트
선소프트(サンソフト, Sunsoft)는 1971년 4월 17일에 설립된 일본의 비디오 게임 개발사 및 배급사이다. 선 전자주식회사(サン電子株式会社) 산하의 회사로 운영되고 있으며, 미국에는 선소프트 오브 아메리카(Sunsoft of America)라는 이름으로 따로 자회사를 운영했었다.

## 발매 게임
- 초혹성전기 메타파이트 / 블래스터 마스터
- 와쿠 와쿠 7
- 헤베레케
- 갤럭시 파이트
- 알버트 오디세이
- 아스트라 슈퍼 스타즈
- 배트맨: 리턴 오브 더 조커
- 슈퍼 판타지 존(1992)